# Anisobas cingulatellus
Anisobas cingulatellus är en stekelart som beskrevs av Horstmann 1997. Anisobas cingulatellus ingår i släktet Anisobas och familjen brokparasitsteklar. Inga underarter finns listade i Catalogue of Life.